# North Bridge (Halifax)
Die North Bridge ist eine viktorianische Straßenbrücke aus Eisen und Stein in Halifax, West Yorkshire im Norden Englands. Sie überquert das Tal des River Hebble und verbindet die Stadt mit den Straßen nach Bradford und Leeds. Sie ersetzte eine frühere Bogenbrücke aus Stein und lag höher, um den nachfolgenden Bau der Halifax & Ovenden Joint Railway darunter mit dem dazugehörigen Bahnhof zu ermöglichen. Sie wurde 1871 in einer chaotisch verlaufenen Eröffnungszeremonie dem Verkehr übergeben. Bis zum Bau einer neuen Brücke im Zuge des Burdock Way 1973 wurde sie vom immer stärker werdenden Verkehr genutzt. In der Gegenwart wird sie noch vom örtlichen Verkehr verwendet.

## Frühere Brücken
Die früheste bekannte Brücke war eine hölzerne Brücke über den River Hebble, die 1277 entstand. Eine erstmals 1719 urkundlich erwähnte Brücke aus Stein stürzte am Rogation Sunday 1770 unter einer Menschenansammlung ein, wodurch viele verletzt wurden. Matthew Oates aus Northowram begann 1772 mit der Arbeit an einer neuen Überquerung des Flusses und verwendete dazu Steine, die in der Crib Lane in der Nähe gebrochen wurden. Dieser Bau war 122 m lang und hatte sechs Bögen. Das Bauwerk war 8 m breit und lag 27 m über dem Fluss. Dieser Neubau wurde 1774 eröffnet und am nördlichen Ende wurde ein Brückenzoll für die Benutzung erhoben. Ein eisernes Geländer wurde hinzugefügt, als 1819 ein Mann aus Hipperholme von einem unbekannten Angreifer von der Brücke gestoßen wurde und dabei sein Leben verlor. Ein Teil der Brücke stützte bei einer Sturzflut am 23. Juli 1855 ein. Sie wurde 1870 abgebrochen, um Platz für das bis heute bestehende Bauwerk zu schaffen.

## Bauwerk

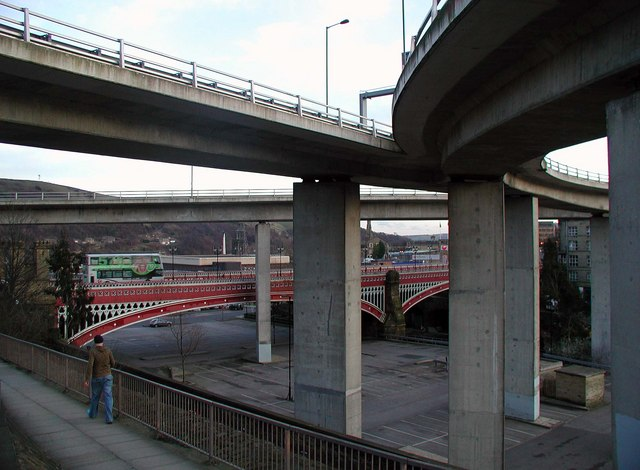
Blick auf die Brücke von der Stelle des ehemaligen Bahnhofs.

Die North Bridge wurde von den Brüdern John und James Fraser aus Leeds im neugotischen Stil geplant, John Fraser hatte beachtliche Kenntnisse beim Bau von Eisenbahnbrücken. Zwei 49 m spannende halbelliptische Bögen mit gotischen Spitzbogen-Rippen in den Zwickeln werden von einem steinernen Pfeiler mit eklektisch anmutenden Strebepfeilern unterstützt. Sie tragen eine 18,3 m breite Fahrbahn. Die Brüstungen sind reichhaltig mit vierblättrigen Öffnungen und einem zentralen Malteserkreuz versehen, darüber verlaufen gezinnte Geländer mit dreiblättrigen Öffnungen. Die hauptsächlich aus Gusseisen gefertigten Rippen der Brüstung haben einen 17 m langen Mittelabschnitt aus Schmiedeeisen. Der Mittelpfeiler hat eine Höhe von 22,9 m und die Brücke wurde 3,3 m höher gebaut, als das zuvor an der Stelle stehende Bauwerk, sodass die Bahnstrecke der Halifax & Ovenden Joint Railway unter dem nördlichen Ende hindurchgeführt werden konnte. Der Bahnhof North Bridge befand sich direkt östlich der Brücke und die Bahnsteige reichten bis unter das Bauwerk. Ein Trinkwasserbrunnen wurde in die südwestliche Tourelle der Brücke eingebaut. Die Baukosten beliefen sich auf 21.000 Pfund Sterling (inflationsbereinigt 2.081.000 Pfund) oder 17 Shilling und sechs Pence pro Quadratfuß der Fahrbahn. Man sagte, es hätte sich damals um das billigeste Brückenbauwerk Englands gehandelt.

## Eröffnungszeremonie

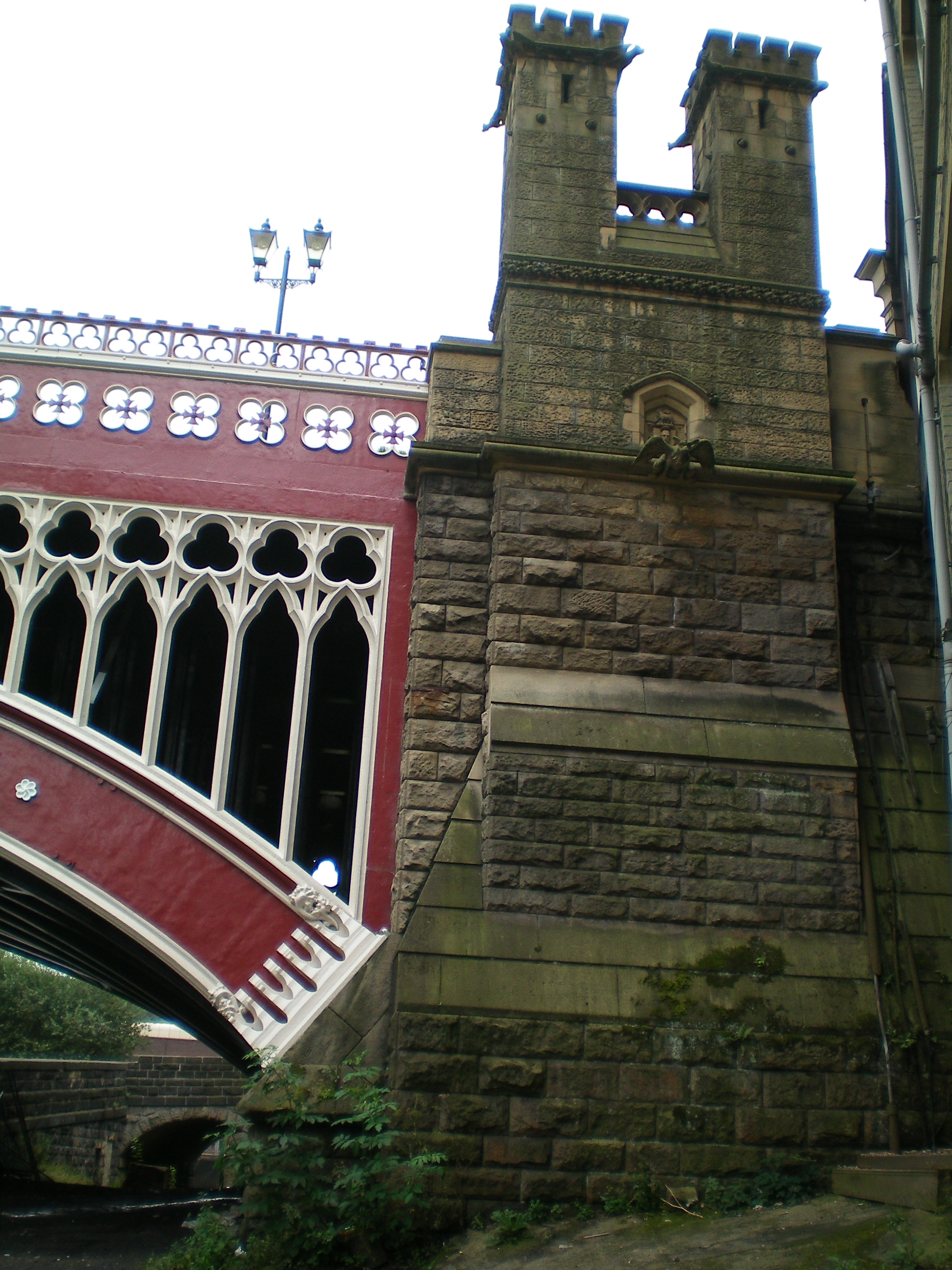
Das südliche Widerlager der Brücke

Die Brücke wurde am 25. Oktober 1871 eröffnet. Dabei herrschte ein Chaos, weil die Bewohner des Ortes einen halben Tag Urlaub erhielten, um der Zeremonie beizuwohnen. Sie schwärmten bereits über die Brücke, bevor der Bürgermeister das Bauwerk offiziell freigab. Der Bürgermeister und die Stadthonoratioren hatten mit den Wahlkreisabgeordneten und den Halifax Artillery and Rifle Volunteers sowie einer Abteilung der 2nd West Yorkshire Yeomanry um 15 Uhr am Rathaus einen Zug gebildet. Die Polizei hatte zuvor Raum am südlichen Ende der Brücke geschaffen, als jedoch eine Vorhut der Soldaten an der Brücke eintraf, hatte die Menschenmenge vom zuvor geräumten Teil der Brück wieder Besitz ergriffen. Zwanzig Polizeireiter wurden schließlich am Südende der Brücke aufgestellt, um die Menschen zurückzuhalten. An der Zeremonie nahmen die Unterhausabgeordneten James Stansfeld und Frederick Cavendish, die Bürgermeister der Städte Bradford, Leeds und Wakefield, der Master Cutler von Sheffield, der Stadtkämmerer von Leeds und die Ingenieure der Brücke teil. Die Zeremonie endete mit Salutschüssen der Artillerie.

## Straßenbahnen
Von 1898 an wurden Straßenbahnen von Halifax aus in das Calder Valley gebaut. Mehrere Linien verliefen über die Brücke. Das steile Gelände war jedoch nicht ideal für Straßenbahnen und es ereigneten sich einige tödliche Unfälle. 1906 geriet eine acht Tonnen schwere Doppeldeckerstraßenbahn auf dem Weg nach New Bank hinunter außer Kontrolle und stürzte auf der North Bridge um; dabei wurden zwei Personen getötet und elf weitere verletzt.

## Moderne Zeit
Eine Gewichtsbeschränkung auf sieben Tonnen wurde 1968 verhängt, bis Arbeiten zur Verstärkung des Bauwerks abgeschlossen waren. Im Jahr 1973 wurde der Burdock Way, die moderne Umgehungsstraße eröffnet, mit der der Verkehr auf der A58 und der A629 über den River Hebble geführt wird. Die North Bridge wird noch für den örtlichen Verkehr genutzt.